# Colpo di stato di Gapsin
Il colpo di stato di Gapsin (갑신정변?, 甲申政變?, Gapsin jeongbyeonLR, Kapsin chŏngbyŏnMR), noto anche come rivoluzione di Gapsin (갑신혁명?, 甲申革命?, Gapsin hyeokmyeongLR, Kapsin hyŏkmyŏngMR), fu un fallito colpo di stato, che ebbe luogo nel 1884 in Corea e durante il quale i riformatori del Partito Illuminista cercarono di avviare rapidi cambiamenti all'interno del Paese. Il colpo di Stato, appoggiato dai giapponesi, avvenne il 4 dicembre 1884, con la presa del palazzo reale a Seul e l'uccisione di diversi membri della fazione conservatrice filo-cinese, e fu represso in tre giorni da una guarnigione cinese di stanza in Corea. L'evento accrebbe l'influenza cinese sulla corte Joseon, soprattutto sotto il residente generale Yuan Shikai.

## Storia e contesto

### L'ingerenza cinese in Corea
Nel 1882 i primi tentativi di introdurre riforme in Corea subirono una grave battuta d'arresto. A seguito dell'incidente di Imo i cinesi erano intervenuti in Corea, dove iniziarono a interferire negli affari interni del Paese allo scopo di ottenere una significativa influenza sul governo coreano. Uno storico coreano ha affermato che "il governo cinese iniziò a trasformare il suo ex Stato tributario in una semi-colonia e la sua politica nei confronti della Corea si trasformò sostanzialmente in una nuova politica imperialistica". Il 4 ottobre 1882 il governo coreano e quello cinese firmarono il trattato Cina-Corea, un regolamento per il commercio marittimo e terrestre che consentiva ai mercanti cinesi di commerciare in Corea concedendo loro vantaggi sostanziali rispetto ai giapponesi e agli occidentali. Il trattato concedeva inoltre ai cinesi privilegi unilaterali di extraterritorialità nelle cause civili e penali. Anche se permetteva ai coreani, reciprocamente, di commerciare a Pechino, quello firmato fra i due Paesi non era un vero trattato, ma un regolamento, imposto ad un vassallo, che riaffermava la dipendenza della Corea dalla Cina. A dicembre furono istituiti due uffici di alto livello, l'Oeamun ("Ufficio Esteri"), che si occupava degli affari esteri e del commercio, e il Naeamun ("Ufficio Interni"), che era responsabile delle questioni militari e degli affari interni. Su raccomandazione dei cinesi vennero nominati due consiglieri per l'ufficio estero: il tedesco Paul Georg von Möllendorff, che aveva lavorato nel servizio doganale marittimo cinese, e il diplomatico cinese Ma Jianzhong. Fu anche creata una nuova formazione militare coreana, il Chingunyeong ("Comando delle guardie della capitale"), addestrata da Yuan Shikai secondo i principi militari cinesi. Nel 1883 i cinesi supervisionarono anche la creazione di un servizio doganale marittimo coreano, con von Möellendorff a capo. La Corea fu nuovamente ridotta a uno Stato tributario della Cina, con re Gojong incapace di nominare diplomatici senza l'approvazione cinese e truppe di stanza a Seul per proteggere gli interessi cinesi nel Paese.

### L'emergere del partito illuminista
Un piccolo gruppo di riformatori, scontenti della limitatezza e della lentezza delle riforme, si era riunito intorno al Gaehwapa, il Partito Illuminista. Si trattava per lo più di giovani ben istruiti, appartenente alla classe yangban, impressionati dagli sviluppi del Giappone Meiji, che desideravano emulare. Ne facevano parte Kim Ok-gyun, Pak Yung-hio, Hong Yeong-sik, Seo Gwang-beom e Seo Jae-pil, che nel 1884 erano tutti molto giovani: Pak Yung-hio, proveniente da un prestigioso lignaggio legato alla famiglia reale, aveva 23 anni, Hong Yeong-sik 29, Seo Gwang-beom 25 e Seo Jae-pil 20 e Kim Ok-gyun, il più anziano, 33. 
Tutti avevano trascorso un periodo in Giappone. Nel 1882, Pak Yung-hio aveva fatto parte di una missione inviata in Giappone per scusarsi dell'incidente di Imo. Lo avevano accompagnato Kim Ok-gyun, che in seguito subì l'influenza di modernizzatori giapponesi come Fukuzawa Yukichi, e Seo Gwang-beom. Kim Ok-gyun, cha aveva studiato in Giappone, coltivava amicizie con influenti figure giapponesi ed era il leader de facto del gruppo. Tutti erano anche fortemente nazionalisti e desideravano porre fine alle interferenze cinesi negli affari interni della Corea e rendere il loro Paese indipendente.

### L'ascesa del clan Min e dei conservatori
Nel gennaio 1864 Re Cheoljong morì senza un erede maschio e Re Gojong salì al trono all'età di 12 anni. Il padre del nuovo re, Yi Ha-ŭng, divenne il Daewongun o "Signore della Grande Corte", reggente del regno in nome del figlio. Con la sua ascesa al potere, il Daewongun avviò una serie di riforme volte a rafforzare la monarchia a spese della classe Yangban. Perseguì inoltre una politica isolazionista e fu determinato a epurare il regno da qualsiasi idea straniera vi si fosse infiltrata. Nella storia coreana, i suoceri del re godevano di grande potere. Per questo motivo il Daewongun, cercò di prevenire ogni possibile minaccia alla sua autorità scegliendo come sposa per suo figlio Gojong una ragazza orfana appartenente al clan Yeoheung Min, un clan privo di potenti legami politici. Con la regina Min come nuora e consorte reale, il Daewongun sentiva di poter mantenere al sicuro il proprio potere. Una volta regina, però, Min fece nominare molti suoi parenti in posizioni influenti e si alleò con i nemici politici del Daewongun, tanto che alla fine del 1873 aveva acquisito abbastanza influenza da estrometterlo dal potere. Nell'ottobre 1873, quando lo studioso confuciano Choe Ik-hyeon presentò un memoriale al re Gojong, esortandolo a governare a pieno titolo, la regina Min colse l'occasione per costringere il suocero a ritirarsi dalla vita politica. L'allontanamento del Daewongun portò la Corea ad abbandonare la sua politica isolazionista, a partire dal trattato Giappone-Corea del 1876 (o trattato di Ganghwa).
Il clan Yeoheung Min era ora in grado di utilizzare le nuove istituzioni create dal governo come base per il proprio potere politico e, grazie al crescente controllo delle posizioni chiave, frustrò le ambizioni del partito illuminista. Dopo l'incidente di Imo del 1882, il clan Min perseguì una politica filo-cinese. Questa scelta fu solo in parte di una questione di opportunismo: essa infatti rifletteva anche una predisposizione ideologica, condivisa da molti coreani, verso la più confortevole e tradizionale condizione della Corea come tributaria della Cina. Il Sadaedang era un gruppo di conservatori, comprendente non solo Min Yeong-ik del clan Yeoheung Min, ma anche figure politiche di spicco come Kim Yun-sik e Eo Yun-jung, che volevano mantenere il potere con l'aiuto della Cina. I membri del Sadaedang sostenevano la politica del Partito Illuminista, ma erano favorevoli a cambiamenti graduali, basati sul modello cinese. Il clan Yeoheung Min divenne quindi sostenitore della filosofia dongdo seogi ("adottare le conoscenze occidentali mantenendo i valori orientali"). Questa filosofia era nata dalle idee dei riformatori cinesi moderati, che sottolineavano la necessità di conservare i valori culturali del mondo sino-centrico, percepiti come superiori, pur riconoscendo l'importanza di acquisire e adottare la tecnologia occidentale, in particolare quella militare. I sostenitori di questa scuola di pensiero cercarono di adottare le istituzioni che avrebbero rafforzato lo Stato, preservando però l'ordine sociale, politico e culturale tradizionale senza introdurre grandi riforme istituzionali, come l'adattamento a nuovi valori quali l'uguaglianza giuridica o l'introduzione di un'istruzione moderna.

## Il colpo di stato
I membri del Gaehwapa non riuscirono ad ottenere nomine negli uffici più importanti del governo e di conseguenza non poterono attuare i loro piani di riforma: decisero quindi di prendere il potere con ogni mezzo possibile. Nell'agosto 1884, quando per lo scoppio della guerra franco-cinese metà delle truppe cinesi furono ritirate dalla Corea, si presentò l'opportunità di mettere in atto un colpo di stato. Il 4 dicembre 1884, con l'aiuto del ministro giapponese Takezoe Shinichiro, che promise di mobilitare le guardie della legazione giapponese, i membri del Gaehwapa diedero il via al loro colpo di stato, approfittando di un banchetto organizzato da Hong Yeong-sik, direttore dell'amministrazione postale generale (Ujeong Chongguk), per celebrare l'apertura del nuovo ufficio postale nazionale. Re Gojong era atteso insieme a diversi diplomatici stranieri e funzionari di alto rango, la maggior parte dei quali erano membri della fazione filo-cinese Sadaedang. Kim Ok-gyun e i suoi compagni si avvicinarono al re Gojong affermando falsamente che le truppe cinesi avevano creato disordini. Quindi scortarono il re al palazzo Gyoengu, dove lo misero sotto la custodia delle guardie della legazione giapponese. Poi aggrederirono diversi alti funzionari della fazione Sadaedang, ferendone e uccidendone alcuni.
Dopo il colpo di stato, i membri del Gaehwapa formarono un nuovo governo ed elaborarono un programma di riforme radicali. La loro proposta, in 14 punti, prevedeva tra l'altro: la fine del rapporto tributario con la Cina; l'abolizione dei privilegi della classe Yangban e l'istituzione di uguali diritti per tutti; l'introduzione di una monarchia costituzionale; la revisione delle leggi sulla tassa fondiaria; la cancellazione del sistema di prestito del grano; l'unificazione di tutte le amministrazioni fiscali interne; lo sviluppo del libero commercio e degli scambi; la creazione di un sistema di polizia moderno; la punizione dei funzionari corrotti.
Il nuovo governo durò non più di qualche giorno, soprattutto perché i membri del Gaehwapa erano sostenuti da non più di 140 soldati giapponesi, a fronte di almeno 1500 soldati cinesi della guarnigione di Seoul al comando del generale Yuan Shikai. Contro il nuovo governo la regina Min chiese segretamente l'intervento militare cinese. Nel giro di tre giorni, ancor prima che le misure di riforma venissero rese pubbliche, il colpo di stato fu represso dalle truppe cinesi che attaccarono e sconfissero le forze giapponesi, restituendo il potere alla fazione filo-cinese dei Sadaedang. Durante gli scontri Hong Yeong-sik fu ucciso, l'edificio della legazione giapponese fu bruciato e quaranta soldati giapponesi persero la vita. I leader coreani sopravvissuti al colpo di stato, tra cui Kim Ok-gyun, Pak Yung-hio, Seo Gwang-beom e Seo Jae-pil, fuggirono al porto di Chemulpo, sotto la scorta del ministro giapponese Takezoe. Da lì si imbarcarono su una nave giapponese e andarono in esilio in Giappone.

## Conseguenze
Dopo il fallimento del colpo di stato, re Gojong annullò le misure di riforma proposte dai leader del Gaehwapa. Mandò inoltre un inviato in Giappone per protestare contro il coinvolgimento giapponese nel colpo di stato e per chiedere la consegna dei cospiratori. Da parte sua, il governo giapponese pretese dal governo coreane le scuse e il risarcimento dei danni. Nel gennaio 1885, con una dimostrazione di forza, i giapponesi inviarono due battaglioni e sette navi da guerra in Corea. Il 9 gennaio 1885 il governo coreano e il ministro degli esteri Inoue Kaoru firmarono il trattato Giappone-Corea (trattato di Hanseong), che ristabilì le relazioni diplomatiche tra i due Stati. Il governo coreano accettò di pagare ai giapponesi 100000 yen per i danni alla loro legazione e di fornire il sito e gli edifici per costruirne una nuova.
Per far fronte alla posizione difficile del Giappone in Corea seguita al fallito colpo di stato, il primo ministro Ito Hirobumi si recò in Cina per discutere la questione con il suo omologo cinese, Li Hongzhang. Il 31 maggio 1885 le due parti conclusero la convenzione di Tientsin, con la quale si impegnavano a ritirare le proprie truppe dalla Corea entro quattro mesi e a notificare preventivamente eventuali futuri invii di truppe in Corea. Il ritiro delle truppe cinesi e giapponesi dalla Corea ebbe come conseguenza un precario equilibrio di potere tra queste due nazioni nella penisola. Nel frattempo, Yuan Shikai rimase a Seoul come residente cinese, continuando a interferire con la politica interna coreana.